# Tetralophozia cavallii
Tetralophozia cavallii är en bladmossart som först beskrevs av Giuseppe Gola, och fick sitt nu gällande namn av Vána. Tetralophozia cavallii ingår i släktet Tetralophozia och familjen Anastrophyllaceae. Inga underarter finns listade i Catalogue of Life.